# Diario del Comercio
Pour les articles homonymes, voir Journal du commerce.
Le Diario del Commercio (en français : « Journal du commerce ») est un ancien quotidien colombien, d'idéologie libérale, basé à Barranquilla en Colombie. 
Il existe un lien historique entre cet ancien titre et l'actuel El Heraldo, puisque lors de la fondation de ce dernier en 1933, la première chose qui fut faite fut d'acheter les anciennes presses du Diario del Comercio.

## Dans la culture
- Dans son roman L'Amour aux temps du choléra, Gabriel García Márquez, prix Nobel de littérature et journaliste à El Heraldo, cite le Diario del Comercio comme « le quotidien le plus ancien et le plus sérieux de la côte caraïbe »[2].